# Juncetum subnodulosi
Juncetum subnodulosi – zespół roślinny zaliczany do związku Calthion palustris.

## Gatunki diagnostyczne

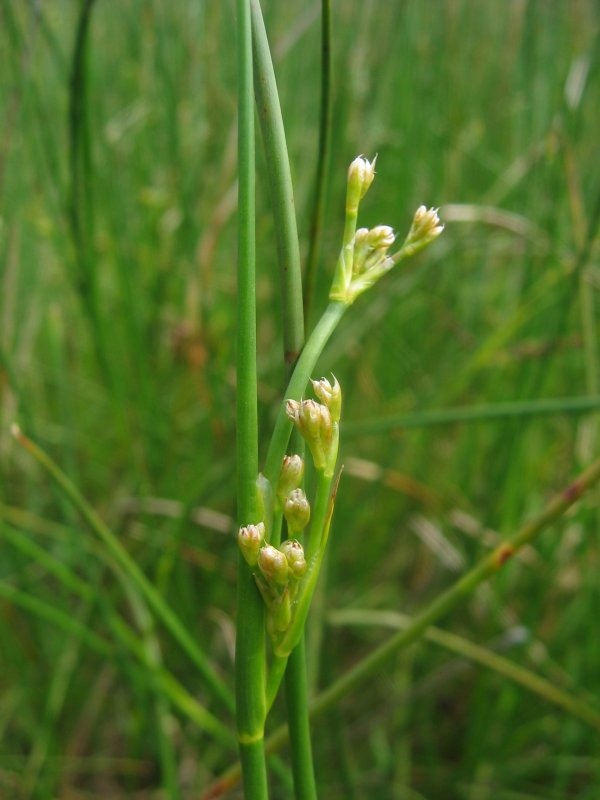
Sit tępokwiatowy, podstawowy składnik fitocenoz zespołu Juncetum subnodulosi.

ChAss. : sit tępokwiatowy (Juncus subnodulosus), kukułka szerokolistna (Dactyloriza majalis);
ChAll. : stokłosa groniasta (Bromus racemosus), knieć błotna (Caltha palustris), ostrożeń siwy (Cirsium canum), ostrożeń warzywny (Cirsium oleraceum), ostrożeń łąkowy (Cirsium rivulare), pępawa błotna (Crepis paludosa), szachownica kostkowata (Fritillaria meleagris), sit ostrokwiatowy (Juncus acutiflorus), sit skupiony (Juncus conglomeratus), sit rozpierzchły (Juncus effusus), groszek błotny (Lathyrus palustris), niezapominajka błotna (Myosotis palustris), rdest wężownik (Polygonum bistorta), sitowie leśne (Scirpus sylvaticus), starzec wodny (Senecio aquaticus ssp. aquaticus), koniczyna białoróżowa (Trifolium hybridum ssp. hybridum);
Ponadto w diagnozie płatów zespołu może mieć znaczenie występowanie gatunków charakterystycznych innych zespołów związku Calthion (pominięto gatunki wymienione wyżej): turzyca darniowa (Carex caespitosa), wiechlina błotna (Poa palustris), koniopłoch łąkowy (Silaum silaus, również jako gatunek charakterystyczny związku Molinion – wymaga dalszych badań), pełnik europejski (Trollius europaeus), pełnik alpejski (Trollius altissimus);
DAll. : kuklik zwisły (Geum rivale);
ChO. : krwawnik kichawiec (Achillea ptarmica), dzięgiel leśny (Angelica sylvestris), turzyca Hartmana (Carex hartmanii), ostrożeń błotny (Cirsium palustre), drabik drzewkowaty (Climacium dendroides), zimowit jesienny (Colchicum autumnale), śmiałek darniowy (Deschampsia caespitosa), skrzyp błotny (Equisetum palustre), przytulia bagienna (Galium uliginosum), komonica błotna (Lotus uliginosus), firletka poszarpana (Lychnis flos-cuculi), starodub łąkowy (Ostericum palustre), szelężnik większy (Rhinanthus angustifolius ssp. angustifolius), krwiściąg lekarski (Sanguisorba officinalis), sierpik barwierski (Serratula tinctoria), mniszek błotny (Taraxacum palustre), pełnik europejski (Trollius europaeus);
ChCl. : mietlica olbrzymia (Agrostis gigantea), wyczyniec łąkowy (Alopecurus pratensis), owsica omszona (Avenula pubescens), rzeżucha łąkowa (Cardamine pratensis), chaber łąkowy (Centaurea jacea), rogownica pospolita (Cerastium holosteoides), świetlik łąkowy (Euphrasia rostkoviana), kostrzewa łąkowa (Festuca pratensis), kostrzewa czerwona (Festuca rubra agg.), kłosówka wełnista (Holcus lanatus), groszek żółty (Lathyrus pratensis), brodawnik zwyczajny (Leontodon hispidus), tymotka łąkowa (Phleum pratense ssp. pratense), babka lancetowata (Plantago lanceolata), wiechlina łąkowa (Poa pratensis), wiechlina zwyczajna (Poa trivialis), głowienka pospolita (Prunella vulgaris), jaskier ostry (Ranunculus acris ssp. acris), szelężnik większy (Rhinanthus angustifolius ssp. grandiflorus), szelężnik mniejszy (Rhinanthus minor), szczaw zwyczajny (Rumex acetosa), koniczyna łąkowa (Trifolium pratense), wyka ptasia (Vicia cracca).